# 尼奧紹號艦隊油料補給艦 (AO-143)
尼奧紹號（USS Neosho，AO-48）是尼奧紹級艦隊油料補給艦的1號艦，也是第4艘以尼奧紹河為名的美國海軍船艦。第4艘尼爾紹號於1952年8月15日，在伯利恆鋼鐵公司弗爾河造船廠放置龍骨，1953年11月10日下水，擲瓶者是約翰·菲力普（John S. Philips，原AO-23的艦長）少將的夫人南希·菲力普（Nancy Philips）。1954年9月24日完工服役，編號AO-48，首任艦長為諾曼·史密斯（Norman E. Smith）上校。

## 艦歷
尼奧紹級是當時第一艘結合高速與高酬載的油料補給艦，尼奧紹號服役後被編入大西洋艦隊的勤務艦隊，此後她便輪流部署於第二艦隊（大西洋）與第六艦隊（地中海）。尼奧紹號曾在1956年的蘇伊士運河危機中支援第六艦隊，1962年參與封鎖古巴的任務，以及1965年美國介入多明尼加共和國動亂的電力組行動。
1978年5月25日，尼奧紹號移交給軍事海運指揮部（Military Sealift Command），改編號為T-AO-143，使用到1991至1994年間。尼奧紹號於1994年2月16 日除籍，1999年5月1日移交給海事管理局，於國防後備艦隊（National Defense Reserve Fleet）保管。到2005年2月2日又交還給海軍，售出後於11月8日在美國德州解體。

## 外部連結
AO-143 Neosho （页面存档备份，存于）

Neosho （页面存档备份，存于）－Dictionary of American Naval Fighting Ships